# Gandhi Mate, Gandhi
Gandhi Mate, Gandhi è un singolo del gruppo musicale britannico Enter Shikari, pubblicato il 2 dicembre 2011 come secondo estratto dal loro terzo album in studio A Flash Flood of Colour.

## Descrizione
Il brano era stato inizialmente concepito dal cantante Rou Reynolds per il suo progetto da solista, ma giudicando i synth molto adatti ad essere accompagnati da riff di chitarra relativamente pesanti, decise di comporlo per registrarlo con gli Enter Shikari. Parlando del brano, lo stesso Reynolds ha detto: 

## Tracce
Testi di Rou Reynolds, musiche degli Enter Shikari.
1. Gandhi Mate, Gandhi – 4:28

## Formazione
- Rou Reynolds – voce, tastiera, sintetizzatore, programmazione
- Rory Clewlow – chitarra, voce secondaria
- Chris Batten – basso, voce secondaria
- Rob Rolfe – batteria, percussioni, cori

## Classifiche
| Classifica (2011)          | Posizione massima |
| -------------------------- | ----------------- |
| Regno Unito                | 112               |
| Regno Unito (rock & metal) | 3                 |
| Regno Unito (independent)  | 10                |